# Testbed
A testbed nagyobb fejlesztési projektek kísérleti platformja. (Szó szerinti fordításban tesztágy, de a publikációkban, nyelvektől függetlenül, testbed-nek hívják, ezért zavaró lenne a magyarosított változat).
A testbed lehetővé teszi tudományos elméletek, számítástechnika eszközök, és új technológiák reprodukálható, szigorú és átlátszó tesztelését.
Ezt a fogalmat széles körben, számos tudományágban (diszciplína) használják, fejlesztési környezet leírására, ahol az élő, vagy termelési környezettől hazárdoktól védett tesztelés végezhető. A testbed egy módszer különleges modulok tesztelésére, izolált módon.
Kissé hasonló a homokozóhoz, de nem feltétlenül a biztonságosság a fő cél.(A homokozó, biztonságos futtató környezetek létrehozását lehetővé tevő technológia).
A testbedet egy koncepció, egy elképzelés, vagy egy új modul kipróbálásakor használják, amikor bizonyítani kell az eredeti elgondolás helyességét, mielőtt beintegrálják a rendszerbe.
Egy keretet szimulálnak a tesztelés alatt lévő modulhoz, úgy, hogy az hasonlóan viselkedhet, mintha része lenne egy nagyobb rendszernek.
Egy tipikus testbed lehet szoftver, hardver, vagy hálózati komponens.
Szoftver fejlesztésnél, egy speciális hardver és szoftver környezetet hoznak létre, mely a tesztelés alatt lévő alkalmazás testbed-je.
Testbed-ek azok az oldalak is az interneten, ahol a felhasználóknak lehetősége nyílik kipróbálni egy CSS, vagy HTML alkalmazást, mielőtt élesben működne.

## Példák
Az Arena webböngésző, egy korai testbed, melyet a WC3 (World Wide Web Consortium), és a CERN hozott létre, HTML3, CSS, PNG, és libwww programok tesztelésére.
Az Arenát az Amaya váltotta fel új web szabványok tesztelésére.
A Line Mode browser új funkcióval bővült a libwww könyvtár tesztelésére. .
A  libwww fejlesztés alatt lévő hálózati protokollok tesztelésére is alkalmas.